# 10 Geminorum
10 Geminorum är en gul stjärna i stjärnbilden Tvillingarna.
10 Geminorum har visuell magnitud +6,55 och behöver fältkikare för att kunna observeras. Den befinner sig på ett avstånd av ungefär 885 ljusår.